# Épeugney
Épeugney est une commune française située dans le département du Doubs, la région culturelle et historique de Franche-Comté et la région administrative Bourgogne-Franche-Comté.
Les habitants sont surnommés les Esseris, signifiant assoiffés en patois, en raison de la position élevée du village sur un plateau karstique, sans source d'eau à proximité immédiate.

## Géographie
Le climat est de type continental.
Épeugney se situe à vingt et un kilomètres de Besançon et à quatorze kilomètres d'Ornans.
Elle fait partie du canton de Saint-Vit.

### Climat
Pour des articles plus généraux, voir Climat de la Bourgogne-Franche-Comté et Climat du Doubs.
En 2010, le climat de la commune est de type climat de montagne, selon une étude du Centre national de la recherche scientifique s'appuyant sur une série de données couvrant la période 1971-2000. En 2020, Météo-France publie une typologie des climats de la France métropolitaine dans laquelle la commune est exposée à un climat semi-continental et est dans la région climatique  Jura, caractérisée par une forte pluviométrie en toutes saisons (1 000 à 1 500 mm/an), des hivers rigoureux et un ensoleillement médiocre. 
Pour la période 1971-2000, la température annuelle moyenne est de 9,5 °C, avec une amplitude thermique annuelle de 17 °C. Le cumul annuel moyen de précipitations est de 1 266 mm, avec 13,3 jours de précipitations en janvier et 10 jours en juillet. Pour la période 1991-2020, la température moyenne annuelle observée sur la station météorologique de Météo-France la plus proche, « Coulans », sur la commune d'Éternoz à 12 km à vol d'oiseau, est de 10,5 °C et le cumul annuel moyen de précipitations est de 1 259,2 mm. 
La température maximale relevée sur cette station est de 38,7 °C, atteinte le 24 août 2023 ; la température minimale est de −18,9 °C, atteinte le 20 décembre 2009,,. 
Les paramètres climatiques de la commune ont été estimés pour le milieu du siècle (2041-2070) selon différents scénarios d'émission de gaz à effet de serre à partir des nouvelles projections climatiques de référence DRIAS-2020. Ils sont consultables sur un site dédié publié par Météo-France en novembre 2022.

## Urbanisme

### Typologie
Au 1er janvier 2024, Épeugney est catégorisée commune rurale à habitat dispersé, selon la nouvelle grille communale de densité à 7 niveaux définie par l'Insee en 2022.
Elle est située hors unité urbaine. Par ailleurs la commune fait partie de l'aire d'attraction de Besançon, dont elle est une commune de la couronne,. Cette aire, qui regroupe 310 communes, est catégorisée dans les aires de 200 000 à moins de 700 000 habitants,.

### Occupation des sols
L'occupation des sols de la commune, telle qu'elle ressort de la base de données européenne d’occupation biophysique des sols Corine Land Cover (CLC), est marquée par l'importance des forêts et milieux semi-naturels (63,5 % en 2018), une proportion sensiblement équivalente à celle de 1990 (63 %). La répartition détaillée en 2018 est la suivante : forêts (63,5 %), zones agricoles hétérogènes (23 %), prairies (10,9 %), zones urbanisées (2,5 %). L'évolution de l’occupation des sols de la commune et de ses infrastructures peut être observée sur les différentes représentations cartographiques du territoire : la carte de Cassini (XVIIIe siècle), la carte d'état-major (1820-1866) et les cartes ou photos aériennes de l'IGN pour la période actuelle (1950 à aujourd'hui).

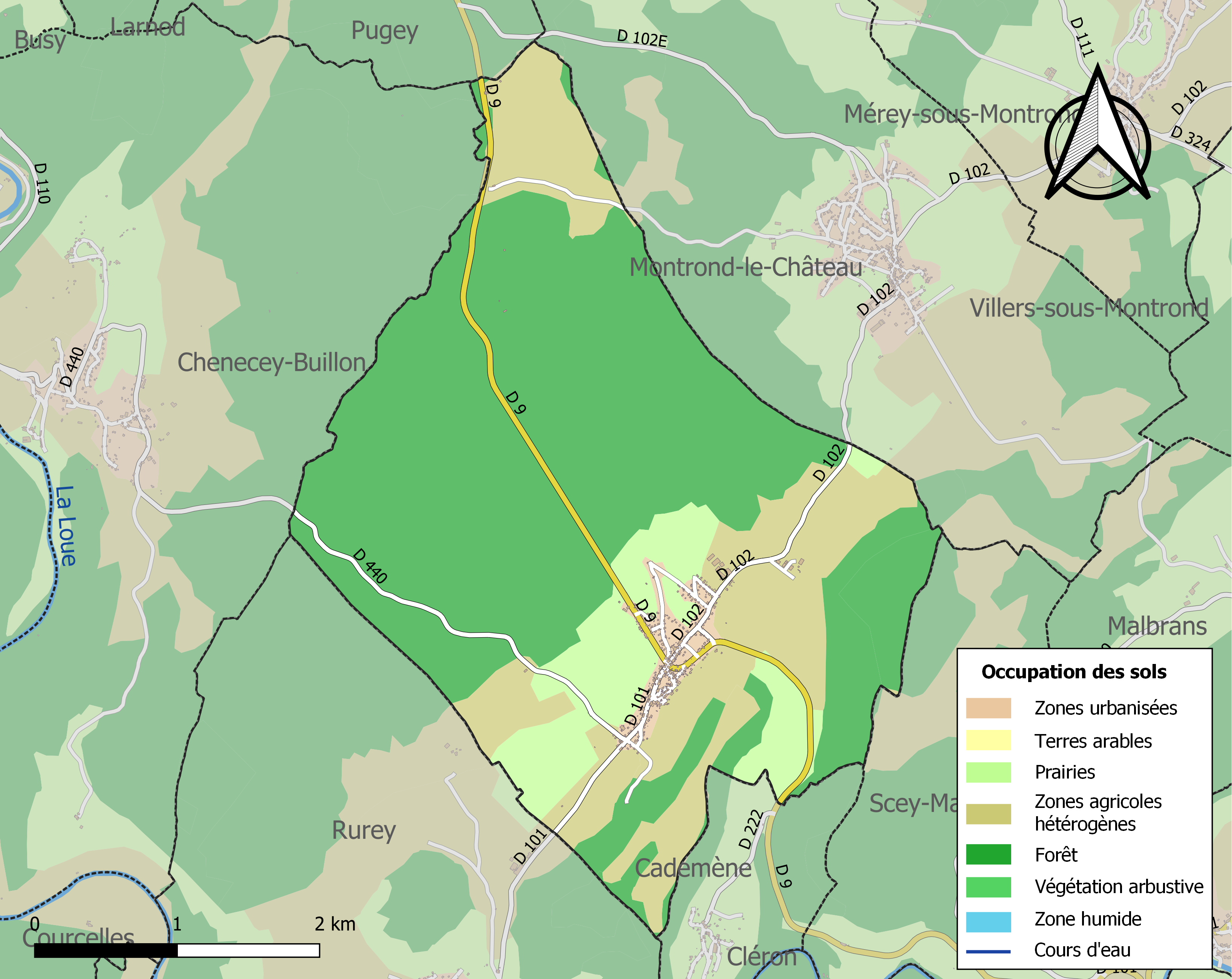
Carte des infrastructures et de l'occupation des sols de la commune en 2018 (CLC).

## Toponymie
Espuigney au XIIe siècle ; Espingno en 1275 ; Espuigny en 1317 ; Espuignie en 1338 ; Espeugney en 1417.
Toponyme sans rapport avec ceux du type SPINETU > Épinay, Épinoy.
Il doit remonter à un type *SPONIACU, c'est-à-dire à un nom de domaine gallo-romain en i-acum, suffixe marquant la propriété. Il est précédé d'un anthroponyme. Albert Dauzat et Charles Rostaing évoquent un hypothétique nom de personne germanique basé sur un radical *Spon-.

## Histoire
On a retrouvé des traces humaines remontant à l'âge du fer sur le site.
Au Moyen Âge, elle est rattachée à la Seigneurie de Scey-en-Varais. C'est en 1154 que le village se divise entre Pierre de Scey, le troisième du nom, (les biens dont il hérite resteront annexés à Scey), et son frère, Richard de Scey, créateur de la seigneurie de Montrond à laquelle est rattachée sa part.
En 1750 l'héritage de Richard est scindé en quatre parts. C'est donc à de nombreux propriétaires que la commune est liée sous l'Ancien Régime.
Quant à la religion, jusqu'à la construction de l'église en 1721, c'est à la paroisse de Rurey qu'Epeugney se rallie.
Le village reste opposé à l'ardeur anticléricale de la République, et abat l'Arbre de la Liberté en 1797 pour le remplacer par une croix.

## Politique et administration
| Période                                  | Période  | Identité          | Étiquette | Qualité  |
| ---------------------------------------- | -------- | ----------------- | --------- | -------- |
| mars 2001                                | 2008     | Claude Fouquet    |           |          |
| mars 2008                                | 2014     | Joëlle Bonnet     |           |          |
| avril 2014                               | 2020     | Gérard Mougin     | DVD       | Retraité |
| juillet 2020                             | En cours | Guillaume Aymonin |           |          |
| Les données manquantes sont à compléter. |          |                   |           |          |

## Démographie
L'évolution du nombre d'habitants est connue à travers les recensements de la population effectués dans la commune depuis 1793. Pour les communes de moins de 10 000 habitants, une enquête de recensement portant sur toute la population est réalisée tous les cinq ans, les populations de référence des années intermédiaires étant quant à elles estimées par interpolation ou extrapolation. Pour la commune, le premier recensement exhaustif entrant dans le cadre du nouveau dispositif a été réalisé en 2008.

En 2022, la commune comptait 599 habitants, en évolution de +0,84 % par rapport à 2016 (Doubs : +1,88 %, France hors Mayotte : +2,11 %).
| 1793 | 1800 | 1806 | 1821 | 1831 | 1836 | 1841 | 1846 | 1851 |
| ---- | ---- | ---- | ---- | ---- | ---- | ---- | ---- | ---- |
| 400  | 407  | 422  | 404  | 365  | 376  | 366  | 373  | 350  |

| 1856 | 1861 | 1866 | 1872 | 1876 | 1881 | 1886 | 1891 | 1896 |
| ---- | ---- | ---- | ---- | ---- | ---- | ---- | ---- | ---- |
| 364  | 324  | 350  | 340  | 301  | 295  | 304  | 281  | 248  |

| 1901 | 1906 | 1911 | 1921 | 1926 | 1931 | 1936 | 1946 | 1954 |
| ---- | ---- | ---- | ---- | ---- | ---- | ---- | ---- | ---- |
| 230  | 239  | 267  | 240  | 249  | 252  | 233  | 236  | 241  |

| 1962 | 1968 | 1975 | 1982 | 1990 | 1999 | 2006 | 2008 | 2013 |
| ---- | ---- | ---- | ---- | ---- | ---- | ---- | ---- | ---- |
| 231  | 228  | 289  | 346  | 403  | 456  | 487  | 496  | 568  |

| 2018 | 2022 | - | - | - | - | - | - | - |
| ---- | ---- | - | - | - | - | - | - | - |
| 577  | 599  | - | - | - | - | - | - | - |

## Culture locale et patrimoine

### Lieux et monuments
- L'église de l'Invention-des-Reliques-de-Saint-Étienne remonte à 1721. Après diverses réparations et aménagements aux dix-huitième et dix-neuvième siècles, c'est entre 1877 et 1881 que l'architecte Pierre Ducat lui donne son allure actuelle.
- La fontaine semi-circulaire en pierre est réalisée par l'architecte Maximilien Painchaux en 1826. Son architecture en demi-cercle aux extrémités à pilastre et fronton, le tout flanqué d'un crucifix comme centre, subit nettement l'influence d'un modèle de Jean-Nicolas-Louis Durand, lauréat d'un concours à l'initiative du Comité de salut public les années 1794 et 1795.
- La fontaine Jeanne d'Arc est ainsi nommée pour la statue qui la surmonte. La statue correspond au modèle créé par le sculpteur Martin Pierson (1836-1900) pour l'Union internationale artistique / Institut catholique de Vaucouleurs[23].
- La bascule publique désaffectée avec son bâtiment en parfait état.
- L'ancien bâtiment de la gare du tacot Besançon-Amathay devenu lieu d'habitation.
- La croix des Échaulles dominant le village.
- La croix du jubilé de l'année sainte 1875, rue de l'ancienne gare.

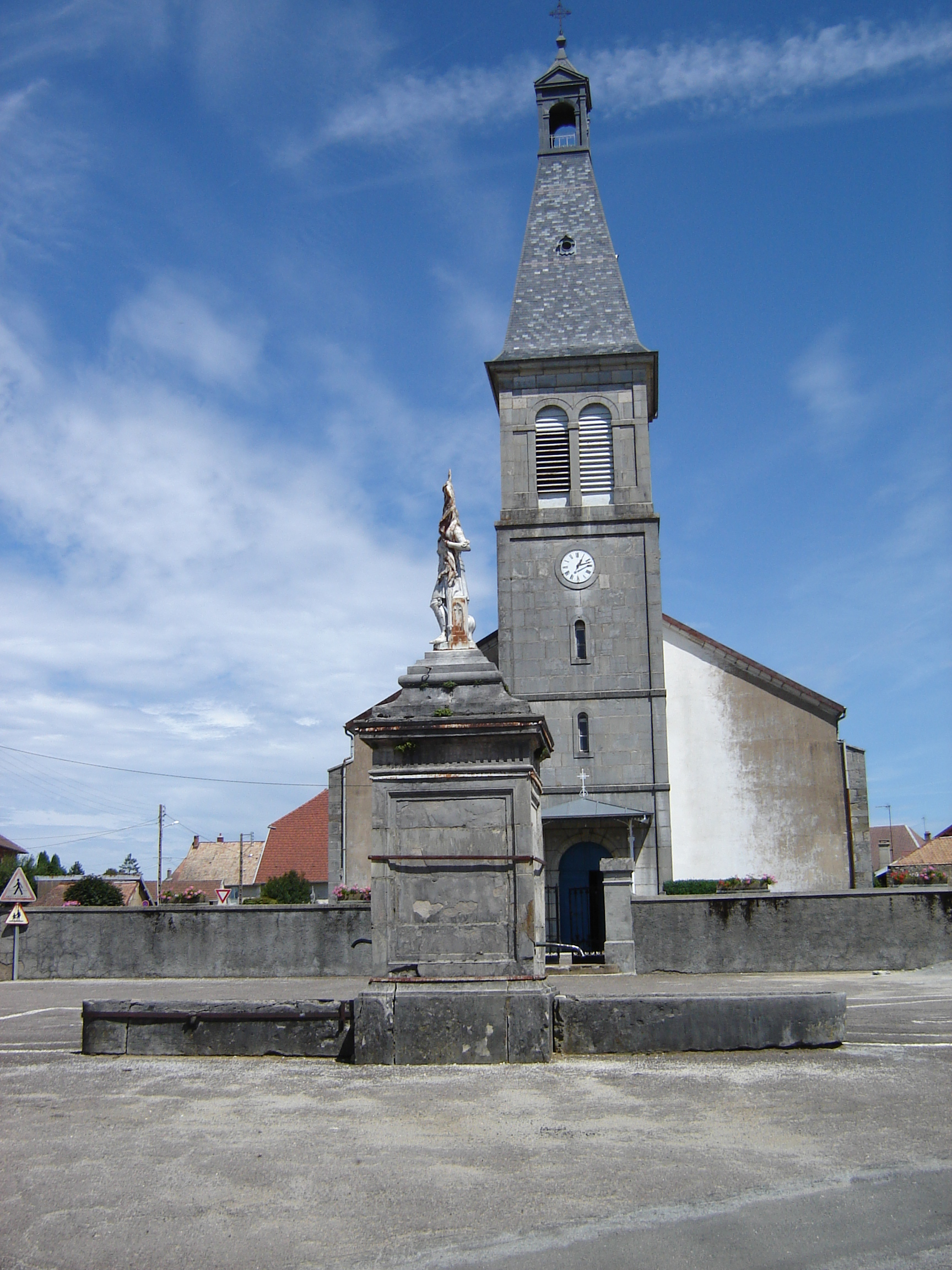
L'église de l'Invention-des-Reliques-de-Saint-Étienne.
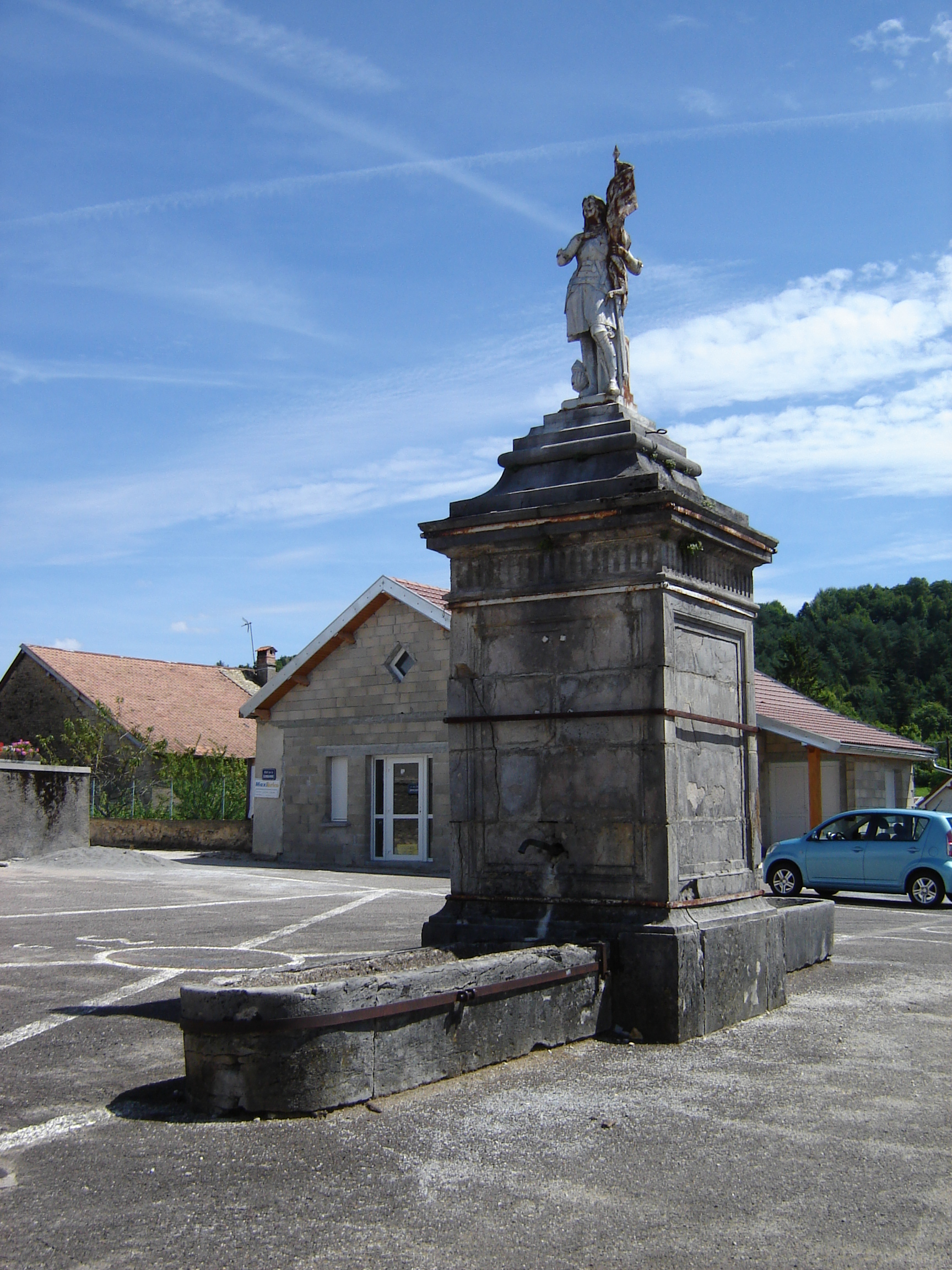
La Fontaine Jeanne-d'Arc.
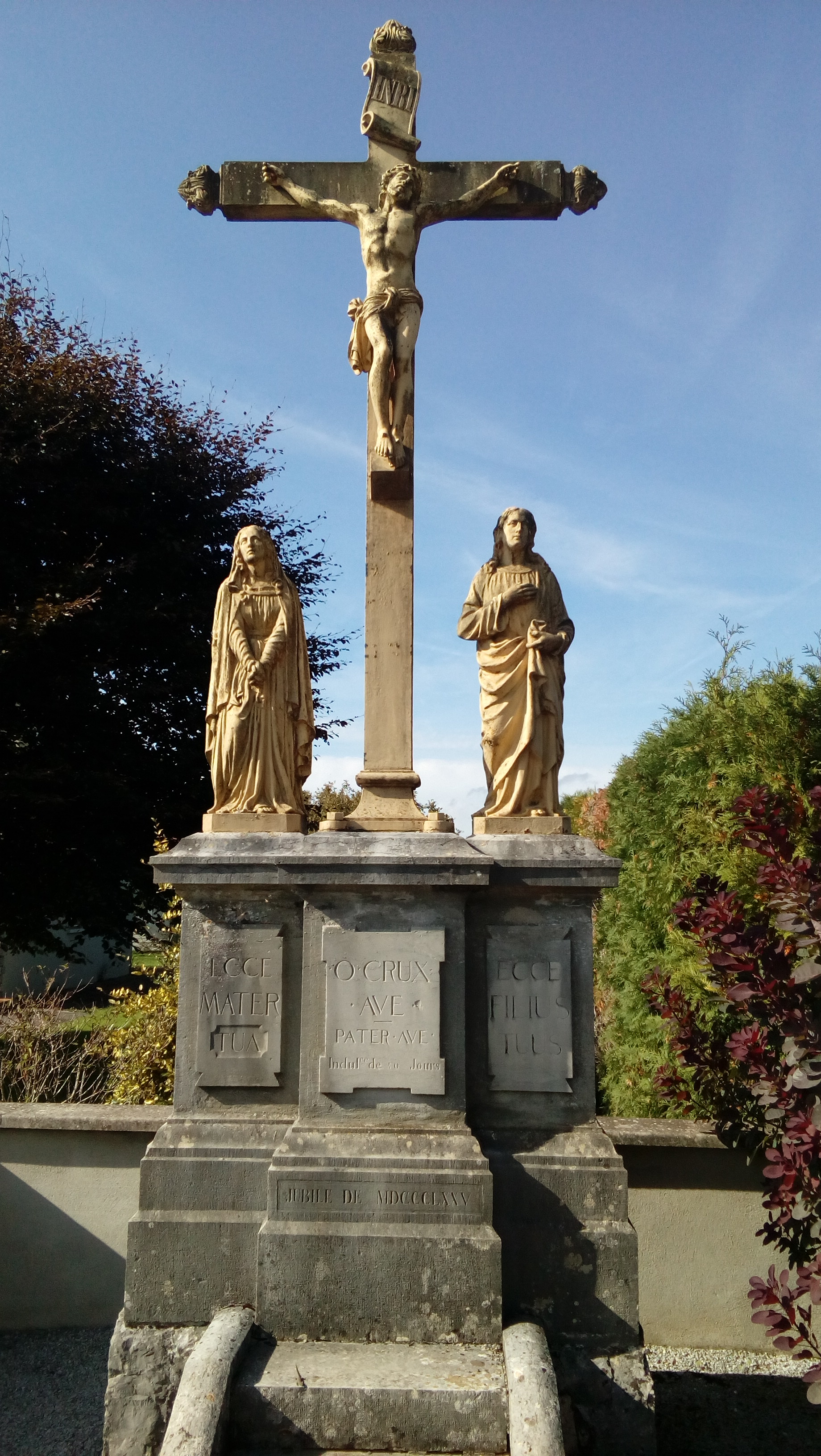
Croix du Jubilé de 1875.

### Personnalités liées à la commune
- Jean-Marie Doney, né en 1794 à Épeugney. Centre de résistance pendant la période révolutionnaire, les prêtres rebelles baptisent et marient chez l'agent national. C'est ainsi que Jean-Marie est baptisé le 25 novembre 1794. Intelligent, il fréquente l'école dès cinq ans, presque toujours dans les premiers rangs. Le curé lui donne des leçons de latin. Après cinq ans d'études au collège de Dole, il en sort avec le premier prix[14].
- André Oudet (Myon le 8 janvier 1942 - Besançon le 6 juillet 1999), peintre, organisa sa dernière exposition de tableaux en 1998 à l'église du village.

### Héraldique
| Blason de Épeugney | Blason  | Coupé enclavé vers la pointe de deux pièces en rais ondoyants d'azur et d'or, à trois arbres rangés en fasce de l'un en l'autre, ceux de dextre et senestre mouvant des flancs, les racines côtoyant les rais. |
| Blason de Épeugney | Détails | Adopté en juillet 2022. |